# Serra do Cadeado
A  serra  do  Cadeado é um complexo montanhoso localizado na região Norte do estado do Paraná, no Brasil.

## Geografia
O sistema da serra do cadeado abarca parcialmente vários municípios, entre os quais se contam Mauá da Serra, Tamarana, Ortigueira, Cruzmaltina, Rosário do Ivaí e Faxinal. Os sistemas econômicos destes municípios caracterizam-se sobretudo pela atividade agropecuária. Em Mauá da Serra e Faxinal destaca-se a produção de grãos, e em Tamarana e Ortigueira a atividade de produção  madeireira, a pecuária extensiva e a  exploração mineral de argila. Em Ortigueira estes materiais são usados na produção de cerâmicas para construção civil. São também exportadas as placas de arenito das Formações Pirambóia e Botucatu para a construção de calçada ornamental.

## Características geológicas
Caracteriza-se pela escarpa do Terceiro Planalto Paranaense, da Formação Serra Geral, na passagem para o Segundo Planalto. Nela ocorrem afloramentos de arenitos finos, formados em ambientes áridos a semiáridos, e de siltitos e argilitos, originários de deposição fluvial. A estrutura é fortemente marcada por alinhamentos do relevo no sentido noroeste-sudeste, associados à ocorrência de diques, que definem grande parte das suas formações morfológicas, apresentando morros de declives acentuados, alinhados na mesma direção, com fraca cobertura pedológica. A rede hidrográfica instalou-se aproveitando as fraturas geológicas com a mesma orientação.
Segundo o estudo de M. Langer, publicado em 2008, a região da Serra do Cadeado "encerra importantes afloramentos de rochas paleozóicas e mesozóicas, no contexto das unidades litoestratigráficas que compõe uma sessão do escarpamento juro-cretácico da Bacia do Paraná”. Reinhard Maack, na sua Geografia Física do Estado do Paraná, de 1981, realça a ocorrência de diques de diabásio, determinando a orientação da linha de serra, e dos principais espigões na região.

## Clima e vegetação
O coberto vegetal original caracteriza-se por uma floresta de transição entre a Floresta Ombrófila Densa, a norte, e a Floresta Ombrófila Mista, marcada pela presença de araucárias, a sul. A vegetação é definida fundamentalmente pela altitude da região, que varia entre os 800 e os 1200 metros acima do nível do mar, e que igualmente se reflete nas condições climatéricas locais. De acordo com o Sistema Meteorológico do Estado do Paraná (SIMEPAR), a região apresenta uma precipitação acumulada anual média entre os 1400 e os 1600 milímetros, e temperaturas médias que variam entre os 18 e os 20 graus centígrados, com ventos predominantemente de sudeste. Segundo a classificação de Köppen, a serra apresenta o tipo Cfb em alguns setores restritos às altitudes de 900 a 1200 metros, caracterizado por um clima temperado úmido, de verões temperados, verão e inverno bem definidos, e ocorrência de precipitação durante todo o ano, sem estação seca definida. É possível que nas áreas mais elevadas o relevo defina especificidades de precipitação e temperatura média, embora a pouca quantidade de dados climatológicos na região dificulte a compreensão da influência real do relevo no comportamento do clima regional.